# Leucine-rich Repeat

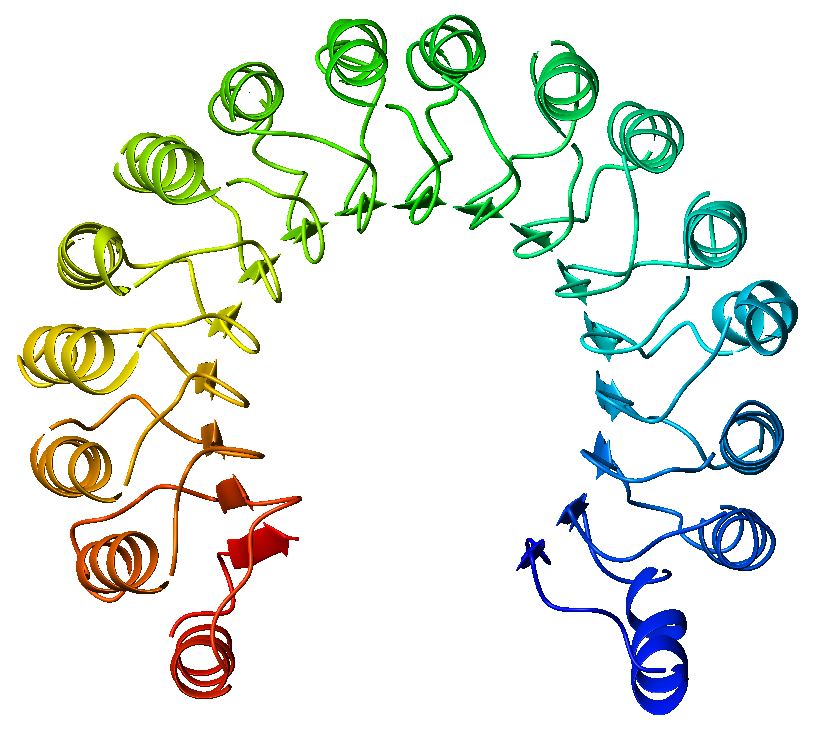
Leucin-rich Repeat des Proteins Ribonuclease Inhibitor, Aufsicht

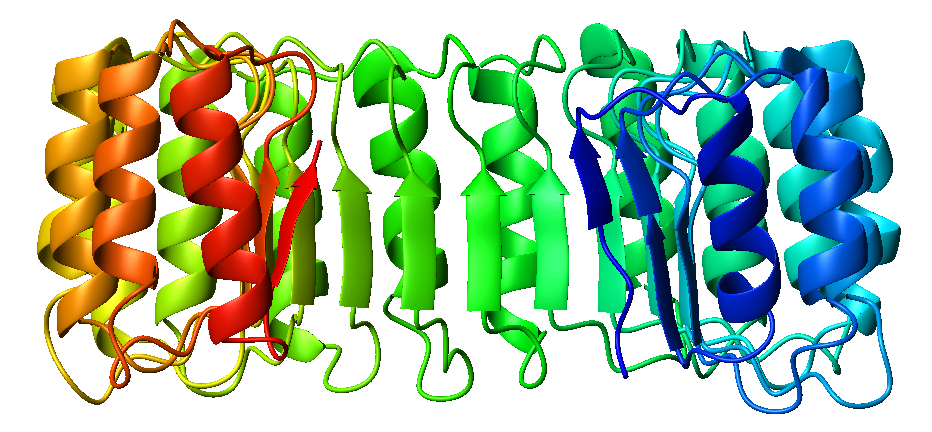
Leucin-rich Repeat des Proteins Ribonuclease Inhibitor, Seitenansicht

Ein Leucine-rich Repeat (engl. für „Leucin-reiche Wiederholung“, LRR-Motiv) ist ein Strukturmotiv in einem Protein, das mehrere Leucine enthält und eine α/β-Hufeisen-Faltung bildet. Proteine mit einem Leucine-rich Repeat werden als LRR-Proteine bezeichnet.

## Eigenschaften
Das LRR-Motiv besteht aus einer Aminosäuresequenz von etwa 20–29 Aminosäuren. Es enthält im gefalteten Zustand Sekundärstrukturen der Art β-Strang-β-Schleife-α-Helix. Die nach außen gekehrten Bereiche (Teile der α-Helix und der β-Schleife) enthalten gehäuft hydrophile Aminosäuren, während die einander zugewandten Bereiche vermehrt Leucin enthalten und hydrophob sind. Mehrere LRR-Motive können sich zu einer als leucine-rich repeat domain bezeichneten solenoidförmigen Proteindomäne zusammenlagern. 
Das LRR-Motiv ist an verschiedenen Protein-Protein-Interaktionen beteiligt, z. B. bei der Entwicklung von Nervenzellen und bei der Infektionsabwehr von Pflanzen. LRR-Motive sind oftmals beidseitig von Cystein-reichen Sequenzen umgeben. LRR-Proteine in Nervenzellen sind z. B. Densin-180, Erbin, NGL, SALM und LGI1.
LRR-Motive kommen in über 140 menschlichen Proteinen vor.